# Rassolnik
Rassolnik (tiếng Nga: рассольник ) là một món súp truyền thống của Nga được làm từ dưa chuột muối, lúa mạch ngọc trai và thận lợn hoặc bò . Một biến thể ăn chay của rassolnik cũng tồn tại, thường được dùng trong Mùa Chay.  Món ăn này được biết là đã tồn tại từ thế kỷ 15, khi nó được gọi là kalya. Rassolnik đã trở thành một phần của nền ẩm thực chung của Liên Xô và ngày nay nó cũng phổ biến ở Ukraine và Belarus. Một món ăn tương tự rất phổ biến ở Ba Lan, được gọi là zupa ogórkowa (nghĩa là súp dưa chuột ).
Thành phần quan trọng của rassolnik là rassol, một loại chất lỏng có thành phần chính là nước ép của dưa chuột ngâm với nhiều loại gia vị khác nhau.